# The Rock and the Tide
The Rock and the Tide är ett album av Joshua Radin, utgivet 2010.

## Låtlista
1. "Road to Ride On" (3:03)
2. "Streetlight" (3:29)
3. "Here We Go" (4:00)
4. "We Are Only Getting Better" (4:02)
5. "The Rock and the Tide" (4:03)
6. "You Got What I Need" (3:05)
7. "Nowhere to Go" (4:18)
8. "Think I'll Go Inside" (4:17)
9. "The Ones with the Light" (3:26)
10. "You're Not as Young" (2:57)
11. "One Leap" (3:21)
12. "Wanted" (2:53)
13. "Brand New Day - Reprise" (3:14)
14. "She Belonged to Me" (bonuslåt på Itunes-utgåvan) (3:30)